# Saiyad Raja
Saiyad Raja là một thị xã và là một nagar panchayat của quận Chandauli thuộc bang Uttar Pradesh, Ấn Độ.

## Nhân khẩu
Theo điều tra dân số năm 2001 của Ấn Độ, Saiyad Raja có dân số 15.695 người. Phái nam chiếm 52% tổng số dân và phái nữ chiếm 48%. Saiyad Raja có tỷ lệ 56% biết đọc biết viết, thấp hơn tỷ lệ trung bình toàn quốc là 59,5%: tỷ lệ cho phái nam là 64%, và tỷ lệ cho phái nữ là 47%. Tại Saiyad Raja, 18% dân số nhỏ hơn 6 tuổi.